# Ultraviolence (cântec)
„Ultraviolence” este un cântec a cântăreței Americane Lana Del Rey pentru al treilea album de studio Ultraviolence (2014). Piesa a fost compusă de către Del Rey și Daniel Heath, și produsă de către Dan Auerbach. Piesa a fost lansată pe data de 4 iunie 2014, de casele de discuri Polydor și Interscope Records, ca al treilea single de pe Ultraviolence. Un videoclip, regizat de către Francesco Carrozzini, a fost lansat pe data de 30 iulie 2014.

## Videoclipul
Videoclipul oficial a piesei este filmat în întregime cu un iPhone cu aplicația 8mm Vintage Camera, a fost lansat pe data de 30 iulie 2014 de Noisey (Vice). Acesta a fost regizat de către Francesco Carrozzini, și o arată pe Del Rey purtând o rochie de mireasa albă, cu un voal si un buchet de flori în mâini și se plimbă de-a lungul unui traseu înconjurăt de vegetație și intră mai târziu intr-o biserică goală. Videoclipul este stabilit la Portofino, în Italia, și biserica unde Del Rey intră la final este biserica San Sebastiano.

## Lista pieselor
- Descărcare digitală[4]

1. „Ultraviolence” – 4:41

- Descărcare digitală (Hook N Sling Remix)[5]

1. „Ultraviolence” (Hook N Sling Remix) — 5:29

## Clasamente
| Clasament (2014)                       | Poziție maximă |
| -------------------------------------- | -------------- |
| Belgia (Ultratip Flanders)             | 34             |
| Belgia (Ultratip Wallonia)             | 12             |
| Canada (Canadian Hot)                  | 38             |
| Cehia (Singles Digitál)                | 59             |
| Franța (SNEP)                          | 88             |
| Statele Unite ale Americii (Billboard) | 70             |

## Istoricul lansărilor
| Țară                       | Dată             | Format                 | Casă de discuri      | Ref.   |
| -------------------------- | ---------------- | ---------------------- | -------------------- | ------ |
| Australia                  | 4 iunie 2014     | Descărcare digitală    | Interscope           | [ 6 ]  |
| Belgia                     | 4 iunie 2014     | Descărcare digitală    | Interscope           | [ 7 ]  |
| Finlanda                   | 4 iunie 2014     | Descărcare digitală    | Interscope           | [ 8 ]  |
| Franța                     | 4 iunie 2014     | Descărcare digitală    | Interscope           | [ 9 ]  |
| Luxemburg                  | 4 iunie 2014     | Descărcare digitală    | Interscope           | [ 10 ] |
| Țările de Jos              | 4 iunie 2014     | Descărcare digitală    | Interscope           | [ 11 ] |
| Statele Unite ale Americii | 4 iunie 2014     | Descărcare digitală    | Interscope Universal | [ 4 ]  |
| Regatul Unit               | 18 august 2014   | Descărcare digitală    | Polydor              | [ 12 ] |
| Italia                     | 3 octombrie 2014 | Contemporary hit radio | Polydor              | [ 13 ] |

## Legături externe
- Official audio pe YouTube
- Official video pe YouTube
- "Ultraviolence" lyrics la AllMusic